# Ziranzirancámaro
Ziranzirancámaro fue señor de Zacapu. Se enfrentó a las tropas purépechas lideradas por el irecha Uápeani. La resistencia puesta por Ziranzirancámaro fue exitosa, ya que los purépechas tuvieron que huir a la zona del Bajío. Posteriormente expulsó a los chichimecas y se enfrentó al señor de Naranxan. Murió en 1256. 